# Edmonde Charles-Roux
Edmonde Charles-Roux (Neuilly-sur-Seine, Altos del Sena, 17 de abril de 1920-Marsella, Bocas del Ródano, 20 de enero de 2016) fue una escritora francesa. Ganó el premio Goncourt de novela en 1966 por Oublier Palerme (Olvidar Palermo).

## Biografía
Fue hija de François Charles-Roux, embajador de Francia, miembro del Instituto de Francia y último presidente de la Compañía del Canal de Suez.
Durante la Segunda Guerra Mundial fue enfermera voluntaria con la Legión Extranjera Francesa, en el 11 Regimiento de Infantería. Fue herida en Verdún durante el rescate de un legionario.
Cuando se recuperó, se unió a la resistencia como enfermera. Más tarde, en Provenza fue destinada a la 5 División Armada, donde recibió cursos de enfermera y de asistente social de división. También sirvió en el 1 Regimiento de Caballería Extranjero y en el Regimiento Mecanizado de la Legión Extranjera.
Condecorada con la Cruz de Guerra, fue nombrada Caballero de la Legión de Honor en 1945, y recibió la distinción de vivandière (también denominado cantinière o cantinera) de honor por el RMLE (Régiment de marche de la Légion Etrangère) de manos del coronel Gaultier, comandante del cuerpo.
En 1946, Edmonde Charles-Roux se unió al equipo de una revista recién creada, el semanario femenino Elle, donde estuvo dos años. Desde 1948 trabajó en la edición francesa de Vogue, donde se convirtió en editor jefe en 1954. En 1966 dejó la revista por el conflicto generado al haber colocado a una mujer de color en la portada.
En 1966, poco después de dejar la revista, escribió Oublier Palerme y obtuvo el premio Goncourt. Ese año conoció a  Gaston Defferre, alcalde de Marsella, con quien se casó en 1973. 
En 1984 ingresó como miembro en la Academia Goncourt, donde alcanzó la presidencia en 2002. En 1990, su novela se convirtió en película de la mano de Francesco Rosi, con el título de Dimenticare Palermo.
Es conocida también por sus álbumes de fotografías de su marido (L’homme de Marseille, 2001) y de Coco Chanel (Chanel Time, 2004). Escribió asimismo el libreto de varios de los ballets de Roland Petit, incluido Le Guépard y Nana.
En 2010 fue premiada por Nicolas Sarkozy con el título de comendador de la Legión de Honor.

## Obra
- Oublier Palerme 1966, Grasset, (premio Goncourt). En castellano Olvidar Palermo, en la obra Premios Goncourt de novela, Plaza y Janés, 1966
- Elle, Adrienne, 1971 Grasset. En castellano, Adrienne, Planeta, 1973
- L'Irrégulière ou mon itinéraire Chanel, 1974, Grasset, biografía
- Stèle pour un bâtard, 1980, Grasset
- 'Une enfance sicilienne, 1981, Grasset
- Un désir d'Orient, vol I, biografía de Isabelle Eberhardt, 1989, Grasset
- Nomade j'étais vol II, 1995, Grasset,
- L'homme de Marseille, 2003, Grasset, álbum fotográfico
- Isabelle du désert, 2003, volumen combinando «Un désir d'Orient» y «Nomade, j'étais», Grasset
- Le Temps Chanel, 2004, La Martinière / Grasset, álbum fotográfico. En castellano, El siglo de Chanel, Hercé, 2007, y Descubriendo a Coco, Lumen, 2009